# Faya
Faya (Morella faya) er et stedsegrønt træ eller busk, som efterhånden bliver bredt forgrenet fra jorden. Han- og hunblomster findes på forskellige individer. Den kan udvikle sig til ukrudt under egnede forhold, hvilket f.eks. er sket på Hawaii. Frugterne er spiselige.

## Beskrivelse
Barken er først olivengrøn, men senere bliver den rødbrun. Til sidst er den mørkegrå og furet. Bladene er duftende og sidder spredt med en tilbøjelighed til at danne tætte bundter ved skudspidsen. De er omvendt ægformede, men smalle, og randen er bølget og tandet. 
Blomstringen sker i marts-april. Blomsterne sidder i bladhjørnerne, med hanblomsterne i brunlige og hunblomsterne i rødlige rakler. Frugterne sidder i kugleagtige, kødfarvede hoveder, som dog bliver næsten sorte ved modenhed. Frøene modner kun under subtropiske forhold.
Planten lever i symbiose med strålesvampe, sådan at den er selvforsynende med kvælstof. Rodnettet er højtliggende og fint forgrenet. 
Højde x bredde og årlig tilvækst: 10 x 6 m (30 x 30 cm/år).

## Hjemsted
Faya er en makaronesisk-iberisk art, som hører hjemme på Acorerne, Madeira, de kanariske øer og i Portugal. Arten kræver et mildt og fugtigt klima, og den var engang den dominerende art i de laveste skove på øerne (fra kysten og op til 600 meter over havet).
I den 4.000 ha store nationalpark, Garajonay, på Gomera i øgruppen de Kanariske øer, vokser arten sammen med bl.a. Arbutus canariensis (en art af Jordbærtræ), Ilex canariensis (en art af Kristtorn), Laurus azorica (en art af Laurbær), 
Myrica faya (en art af Pors), Persea indica (en art af Avocado-slægten), Rhamnus glandulosa (en art af Korsved), Stinktræ og Træ-Lyng

## Anvendelse
På Acorerne har den tidligere været brugt som læhegnsplante omkring appelsinplantagerne. I dag trues arten i sit eget område af Klæbefrø (Pittosporum undulatum) og er i vidt omfang blevet fortrængt af den, men Faya kan dog ofte ses på øerne.

## Note
1. ↑  Doris Elster: Can the Laurisilva preserve the Canary Island La Gomera from desertification? Arkiveret 4. marts 2016 hos  Wayback Machine (engelsk)

| Portal | Portal:Botanik |

## Eksterne links
- Billeder af Faya fra Acorernes universitet Arkiveret 1. oktober 2004 hos  Wayback Machine